# KHD A4L 514 R
Die KHD A4L 514 R ist eine zweiachsige Diesellokomotive mit Stangenantrieb für den leichten Rangierdienst. Sie wurde in 175 Exemplaren von 1950 bis 1960 von KHD gebaut und an verschiedene Industriebetriebe geliefert. Die Lokomotive ist eine der kleinsten nach dem Zweiten Weltkrieg von KHD gebauten Lokomotiven. Viele Lokomotiven sind bis heute (2020) noch vorhanden.

## Entwicklung
Als nach dem Zweiten Weltkrieg bei Deutz die Produktion von Motoren und Diesellokomotiven anlief, wurden zuerst erfolgreiche Fahrzeuge aus der Vorkriegsproduktion gebaut.
Die Lokomotiven der Typenreihe A4L 514 R wurden vorrangig an Betriebe in Deutschland für den Werksverschub geliefert. Im Ausland wurden sie in Österreich, Schweden, Belgien, Italien, Norwegen, Finnland, Jugoslawien, den Niederlanden und Luxemburg eingesetzt.

## Technik
Die Lokomotive besitzt einen Vorbau für die Maschinenanlage und einen dahinterliegenden Führerstand mit rechteckigen Fenstern, jedoch noch die kantige Form der Vorbauten und des Führerhauses. Die Lampen sind auf der Pufferbohle aufgesetzt.
Der luftgekühlte Vierzylinder-Viertakt-Dieselmotor ist im Vorbau untergebracht. Das mechanische Schaltgetriebe mit vier Gängen sitzt über der hinteren Achse der Lok und treibt diese direkt an. Mittels einer Kuppelstange wird die vordere Achse angetrieben. Sie besaßen ursprünglich nur eine Handbremse.

## Einsatz
Viele größere Betriebe mit Gleisanschluss besaßen derartige kleine Lokomotiven, um Dampflokomotiven zu ersetzen.
Die Maschinenfabrik Esslingen und Westwaggon besaßen je eine KHD A4L 514 R für den Werksverschub.

### Wanne-Herner Eisenbahn und Hafen 12
Eine Lokomotive erhielt die Wanne-Herner Eisenbahn und Hafen, die die Nummer 12 bekam. Sie wurde wie einige andere Lokomotiven der Serie mit einer indirekten Bremse Bauart Knorr ausgerüstet. Sie wurde 1952 ausgeliefert und ist erhalten geblieben.

### Weitere erhaltene Lokomotiven
Eine aus dem Anfangsjahr stammende Lokomotive befindet sich im Rheinischen Industriebahn-Museum in Köln, nachdem sie immer in Köln eingesetzt war. Im Rheinischen Industriebahn-Museum befindet sich eine zweite Lokomotive, die 1952 an die Essener Steinkohlenbergwerke geliefert wurde und anschließend bei der RAG Aktiengesellschaft im Dienst war. Nach dem Einsatz in verschiedenen Betrieben in Düsseldorf kam sie 1993 in das Rheinische Industriebahn-Museum.
Einige Lokomotiven sind möglicherweise heute noch als Rangierlokomotiven in Gebrauch.
Als Ausstellungsstück sind vorhanden:
- die Lokomotive mit der Fabriknummer 55008 bei den Eisenbahnfreunden Wetterau[7]
- die Fabriknummer 55158 bei der Arbeitsgemeinschaft Geesthachter Eisenbahn[8]
- die Fabriknummer 55205 beim Deutschen Dampflokomotiv-Museum[9]
- die Fabriknummer 55332 bei der Museumseisenbahn Hanau[10]
- die Fabriknummer 56148 beim Museums-Eisenbahn-Club Losheim[11]
- und die letztgebaute Lokomotive mit der Fabriknummer 56811 bei der Gesellschaft zur Erhaltung von Schienenfahrzeugen[12]